# Halodiplosis sarcobati
Halodiplosis sarcobati är en tvåvingeart som först beskrevs av Ephraim Porter Felt 1916.  Halodiplosis sarcobati ingår i släktet Halodiplosis och familjen gallmyggor.
Artens utbredningsområde är Utah. Inga underarter finns listade i Catalogue of Life.